# Kleinzell
Kleinzell è un comune austriaco di 848 abitanti nel distretto di Lilienfeld, in Bassa Austria.

## Geografia
Le comuni catastali sono Ebenwald, Innerhalbach e Kleinzell.